# Toledillo
Toledillo es una localidad española del municipio de Soria, perteneciente a la provincia de Soria, en la comunidad autónoma de Castilla y León.

## Geografía
Este pueblo de la comarca de Frentes y del partido judicial de  Soria pertenece al municipio de Soria, donde se integra como un barrio de la ciudad.

## Historia
Sobre la base de los datos del Censo de Pecheros de 1528, en el que no se contaban eclesiásticos, hidalgos y nobles, se registra la existencia 9 pecheros, es decir unidades familiares que pagaban impuestos.
A la caída del Antiguo Régimen la localidad se constituyó en municipio constitucional en la región de Castilla la Vieja, partido de Soria, que en el censo de 1842 contaba con 13 hogares y 50 vecinos. A mediados del siglo XIX, el lugar, por entonces todavía con ayuntamiento propio, tenía contabilizadas 20 casas. Aparece descrito en el decimocuarto volumen del Diccionario geográfico-estadístico-histórico de España y sus posesiones de Ultramar de Pascual Madoz de la siguiente manera:

TOLEDILLO: l. con ayunt. en la prov. y part. jud. de Soria (3 leg.), aud. terr. y c. g. de Búrgos (16), dióc. de Osma. sit. en buen terreno con libre ventilacion y saludable clima: tiene 20 casas; escuela de instruccion primaria frecuentada por 11 alumnos, dotada con 8 fan. de trigo; una igl. (Ntra. Sra. del Rosario) aneja de la de Ocenilla. térm.: confina con los de Fuentetoba, Pedrajas, Ocenilla y Soria: el terreno es de buena calidad; comprende un monte que provee de leñas de combustible. caminos: los que dirigen á los pueblos limítrofes y el que desde Soria conduce á San Leonardo. correo: se recibe y despacha en la cap. de prov. á donde cada uno acude á recogerlo. prod.: cereales, legumbres y yerbas de pasto con las que se mantiene algo de ganado lanar y las yuntas necesarias para la agricultura. pobl.: 13 vec., 50 alm. cap. imp.: 20,030 rs.
(Madoz, 1849, p. 774)

Entre el censo de 1857 y el anterior, se integró en el municipio de Pedrajas, y a su vez este se incorporó en 1972 al término municipal de Soria.

## Demografía
En el año 2000 contaba con 30 habitantes, concentrados en el núcleo principal, manteniéndose en 30 en 2014.

## Patrimonio
En la localidad hay una iglesia bajo la advocación de Nuestra Señora del Rosario, reformada en el siglo XVI a partir del primitivo edificio románico anterior. Es de nave rectangular rematada con cabecera cuadrada y bóveda estrellada. También hay un lavadero público en bastante mal estado, que mantiene el estanque y parte de su estructura.

## Fiestas
- Virgen de Belén (4 de enero).
- Virgen del Rosario (primer domingo de octubre).